# Udayapur Dhurmi
Udayapur Dhurmi – gaun wikas samiti w środkowej części Nepalu w strefie Narajani w dystrykcie Parsa. Według nepalskiego spisu powszechnego z 2001 roku liczył on 849 gospodarstw domowych i 5521 mieszkańców (2624 kobiet i 2897 mężczyzn).